# اکسی‌متالون
اکسی‌متالون (به انگلیسی: Oxymetholone) یا آناپولون (به انگلیسی: Anapolon)
نام‌های تجارتی: Adroyd - Anadrol - Anapolon
رده درمانی: ضد کم خونی (ضد آنمی).
رده فارماکولوژیک: استروئید آنابولیک
اشکال دارویی: قرص ۵۰ میلی گرمی (Scored Tablets)

## مکانیسم اثر
گرچه اکسی متالون دارای خواص آندروژنیک و خواص آنابولیک می‌باشد، اما در درمان آنمی آپلاستیک یا MDS بیشتر خواص اریتروپوئیتیک دارو، مد نظر قرار دارد. این دارو همچون ناندرلون(ناندرولون) باعث تحریک آنابولیسم پروتئین‌ها و تحریک اشتها می‌شود و علاوه بر افزایش ساخت پروتئین و تحریک اشتها، با افزایش تولید اریتروپوئیتین و احتمالاً با اثر مستقیم بر مغز استخوان، موجب افزایش میزان هموگلوبین و گلبول‌های قرمز خون می‌گردد و به همین طریق اثرات فارماکولوژیک خود را اعمال می‌نمایند.

## موارد مصرف
- درمان آنمی آپلاستیک

## طریقه مصرف
- دربالغین و کودکان: روزانه ۱ تا ۵ میلی گرم به ازای هر کیلوگرم وزن بدن از راه خوراکی، تجویز می‌شود .دوز این دارو، از فردی به فرد دیگر متغیر است. پاسخ درمانی به سرعت ایجاد نمی‌شود. درمان باید ۳ تا ۶ ماه ادامه پیدا کند.

اگرچه حداکثر دوز این دارو، ۵ میلی گرم به ازای هر کیلوگرم از وزن بدن در روز است، لیکن اکثر بیماران به دوز ۱ تا ۲ میلی گرم به ازای هر کیلوگرم از وزن بدن در روز پاسخ می‌دهند.
- در شیرخواران پره ماچور و نوزادان روزانه ۰٫۱۷۵ میلی گرم به ازای هر کیلوگرم وزن بدن یا ۵ میلی گرم به ازای هر متر مربع (m2)، از راه خوراکی و به صورت دوز واحد تجویز می‌شود.

## موارد منع مصرف
- بیماری شدید قلبی و کلیوی
- بیماری‌های کبدی
- مردان مبتلا به سرطان پروستات یا سرطان پستان
- هیپرتروفی خوش خیم پروستات همراه با انسداد
- خونریزی غیرطبیعی ژنیتال تشخیص داده نشده
- دوران حاملگی
- دوران شیردهی

توجه : از اکسی متالوندر بیماری عروق کرونر و سابقه انفارکتوس میوکارد، باید با احتیاط استفاده کرد.

## تداخلات دارویی
- در صورت مصرف همزمان این دارو با انسولین و داروهای ضد دیابت خوراکی، نیاز به تنظیم دوز این داروها وجود دارد.
- در صورت مصرف همزمان این دارو با داروهای ضد انعقاد خوراکی، اثرات این داروها تشدید می‌شود و خطر بروز خونریزی افزایش می‌یابد.
- مصرف همزمان این دارو با آدرنوکورتیکواستروئیدها، ممکن است باعث احتباس آب و الکترولیت‌ها شود.

## عوارض جانبی
- عوارض آندروژنیک:

1. در زنان: کلفت شدن صدا، بزرگ شدن کلیتوریس، تغییر در لیبیدو .
2. در مردان قبل از بلوغ: بسته شدن زودرس اپی فیز، پریاپیسم، بزرگ شدن آلت تناسلی
3. در مردان بعد از بلوغ: آتروفی بیضه، اولیگواسپرمی، کاهش حجم انزال، ایمپوتانس، ژنیکوماستی، اپیدیدیمیت

- در دستگاه اعصاب مرکزی: سردرد، افسردگی
- در پوست: آکنه، رشد غیرطبیعی مو یا هیرسوتیسم، پوست چرب، برافرختکی، تعریق
- در دستگاه گوارش: گاستروانتریت، تهوع، استفراغ، یبوست، اسهال، تغییر در اشتها، افزایش وزن
- در دستگاه تناسلی ادراری: تحریک پذیری مثانه، واژینیت، نامنظم شدن قاعدگی
- در کبد: یرقان برگشت پذیر، مسمومیت کبدی
- در سایر دستگاهها: هیپرکلسمی